# Jeanne d'Arclyceum
Het Jeanne d'Arclyceum, ook Jeanne d'Arc Lyceum, later Jeanne d'Arc College, was een rooms-katholieke middelbare school van de zusters Ursulinen van de Romeinse Unie in de Nederlandse stad Maastricht. De school, tot circa 1970 de belangrijkste middelbare schoolopleiding voor katholieke meisjes, was tot 1978 gevestigd aan de Grote Gracht in het centrum van Maastricht.

## Geschiedenis
In 1850 vestigde zich, op instigatie van mgr. Louis Hubert Rutten, een groep ursulinen vanuit het klooster in het Belgische Tildonk in Maastricht. Vanaf 1863 woonden de zusters in een tweetal herenhuizen aan de Grote Gracht. De zusters hielden zich voornamelijk bezig met het geven van onderwijs aan meisjes. Nabij de hoek Grote Gracht-Capucijnenstraat ontstonden achtereenvolgens een lagere school (Capucijnenstraat 120), een kweekschool voor onderwijzeressen (Capucijnenstraat 118) en een middelbare school (Grote Gracht 76 en 76a). Van 1867 tot 1960 was aan de twee laatstgenoemde scholen een pensionaat verbonden.
In 1916 begonnen de zusters met een driejarige, later vijfjarige hogereburgerschool (hbs) voor meisjes. De school was aanvankelijk gevestigd naast het Ursulinenklooster in de Capucijnenstraat. In de jaren daarna breidde de school uit aan de Grote Gracht. In 1938 kwam er ook een gymnasiumopleiding voor meisjes, die weldra bekendstond als RK Lyceum voor Meisjes. In 1942 gaven de ursulinen hun eigen kweekschool aan de Capucijnenstraat op. Het gebouw van architect Boosten uit 1933 werd daarna bestemd voor de hbs-afdeling, terwijl het lyceum de volledige beschikking kreeg over de gebouwen aan de Grote Gracht. In 1948 werd de hbs omgezet in een middelbare meisjesschool (mms), vanaf 1954 MMS Stella Maris geheten. Het lyceum werd in 1958 omgedoopt tot Jeanne d'Arclyceum, naar de Franse vrijheidsstrijdster en heilige Jeanne d'Arc. In 1963 werd het bestuur van beide scholen door de ursulinen overgedragen aan de Vereniging voor Middelbaar Onderwijs in Limburg, waarna de scholen in 1970 gemengd werden.
Wegens plaatsgebrek had het Jeanne d'Arclyceum in 1965 een dependance aan de Juliana van Stolberglaan in Scharn geopend. Het oorspronkelijke plan was dat de hele school naar deze locatie zou verhuizen, maar zover kwam het niet. Een jaar later nam de MMS Stella Maris een dependance aan de Professor Pieter Willemsstraat in Wyckerpoort in gebruik, waar van 1957 tot 1966 het Sint-Maartenscollege was gevestigd. In 1968 werd de mms, naar aanleiding van de Mammoetwet, omgevormd tot een havo. Drie jaar later, in 1971, kreeg ook het Jeanne d'Arc een havo-afdeling, waardoor de scholen in elkaars vaarwater kwamen, in een tijd waarin de leerlingenaantallen begonnen terug te lopen.
In 1978 verhuisde het Jeanne d'Arclyceum naar nieuwbouw aan de Oude Molenweg in Vroendaal (Maastricht-Zuidoost), waarna de school werd aangeduid als Jeanne d'Arc College. Twee jaar later verhuisde de havo Stella Maris naar nieuwbouw in Meerssen, waar ze na toevoeging van een lyceum verder ging als Stella Maris College. Daarmee kwamen de schoolgebouwen aan de Grote Gracht en Capucijnenstraat leeg te staan.
In 1984 werd de Internationale School Maastricht opgericht, aanvankelijk als internationale afdeling van het Jeanne d'Arc College, in 2009 opgegaan in het United World College Maastricht. Geleidelijk ruilde de school de rooms-katholieke identiteit in voor een algemeen christelijke signatuur, met als gevolg dat bisschop Gijssen besloot dat de school per 1 januari 1993 zich niet langer rooms-katholiek mocht noemen. In 2004 fuseerde het Jeanne d'Arc College met het in 1992 opgerichte Euro College, Maastrichts tweede openbare middelbare school. De nieuwe school ging daarna verder als Porta Mosana College.
De gebouwen aan de Grote Gracht waren, evenals de dependance aan de Professor Pieter Willemsstraat, enige tijd in gebruik door het Stercollege, de voorloper van ROC Leeuwenborgh / VISTA college. Sinds 2016 is het voormalige lyceum eigendom van de Universiteit Maastricht. Naast een dependance van de School of Business and Economics is hier het Maastricht Centre for Entrepreneurship ondergebracht.

## Erfgoed

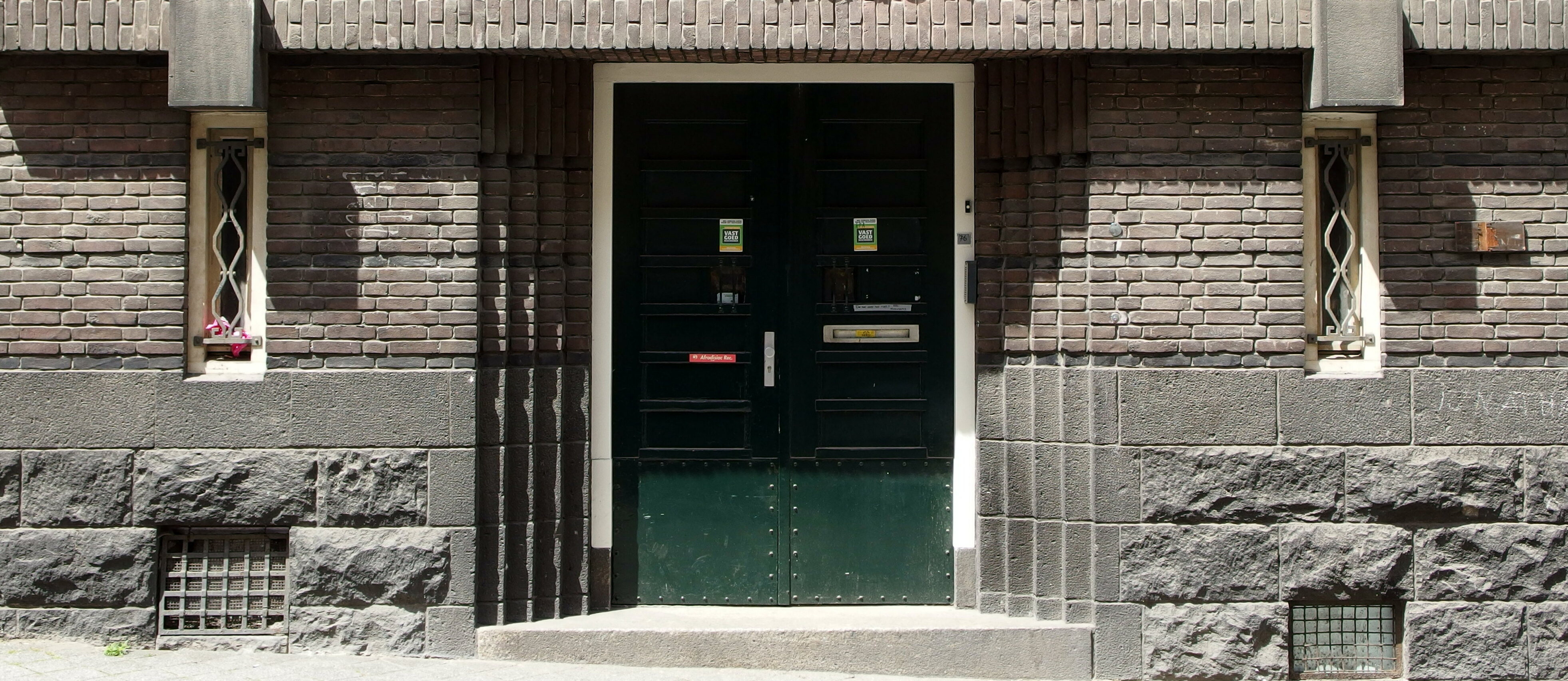
Entree Grote Gracht 76

In 1916 startten de ursulinen met middelbaar onderwijs voor meisjes in het huis "Cumberland" (of "In den hertog van Comberland") aan de Grote Gracht 74-76, dat in 1927/28 moest wijken voor een nieuw schoolgebouw. Architecten Willem Sandhövel en Victor Marres ontwierpen een fors gebouw met een baksteengevel in expressionistische stijl met kenmerken van de Amsterdamse School. Met name het vooruitspringende middendeel is rijk gedecoreerd. Hier bevindt zich de entree met een trappenhuis dat versierd is met tegels en glas-in-loodvensters. In 1938 werd het lyceum uitgebreid met een smaller deel ter linkerzijde (Grote Gracht 76a), ontworpen door Alphons Boosten. Dit deel lijkt sterk op de in 1933 door dezelfde architect voltooide kweekschool van de ursulinen aan de Capucijnenstraat 118, om de hoek. Beide gebouwen zijn bekleed met lichtgele kalksteenplaten op een plint van zwartgrijze basalt. De gevelindeling is strak en modernistisch. Op de afgeschuinde hoek van het pand aan de Grote Gracht is een Mariabeeld geplaatst van de Maastrichtse beeldhouwer Charles Vos.

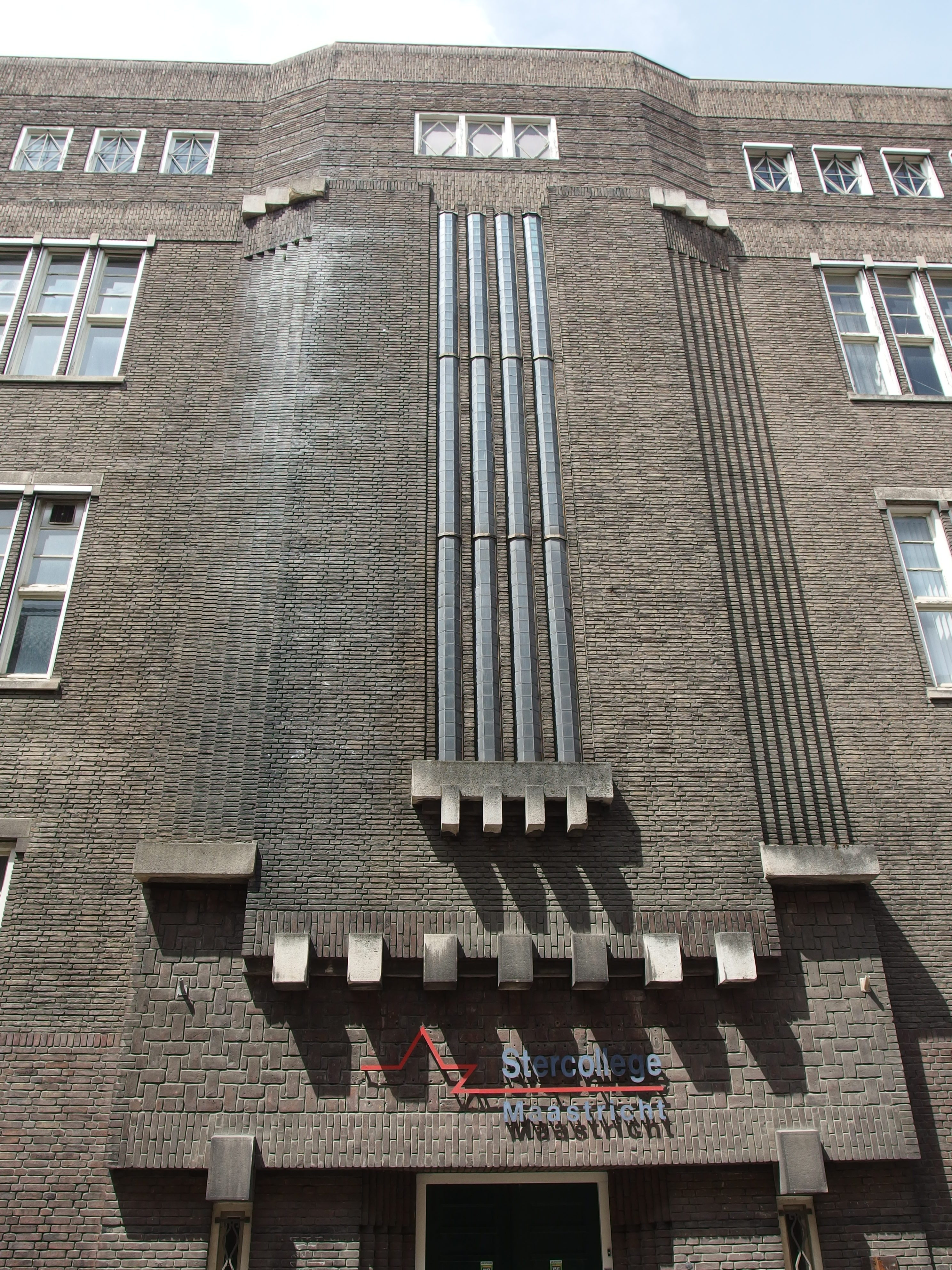
Grote Gracht 76, detail
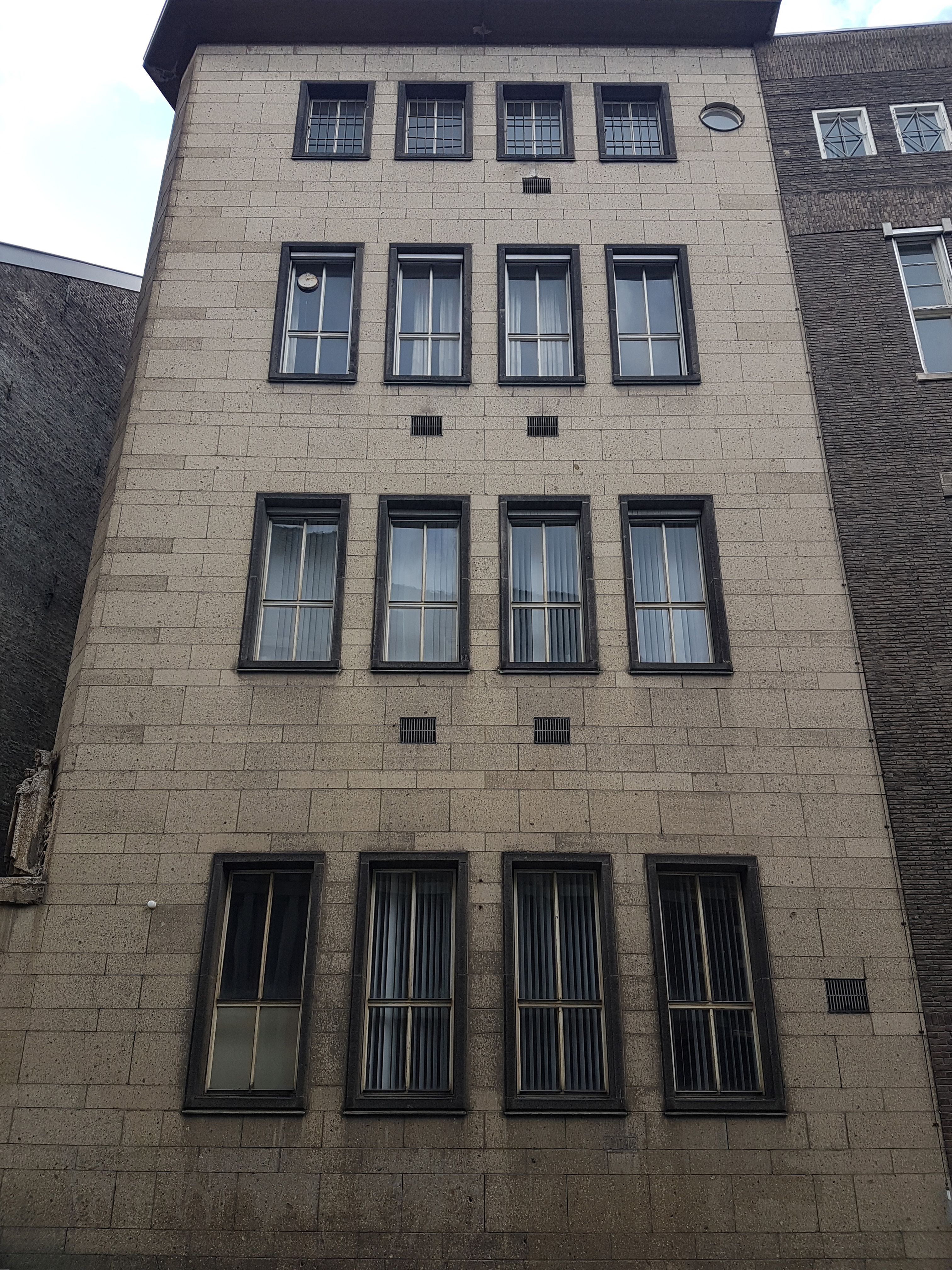
Grote Gracht 76a, voorgevel
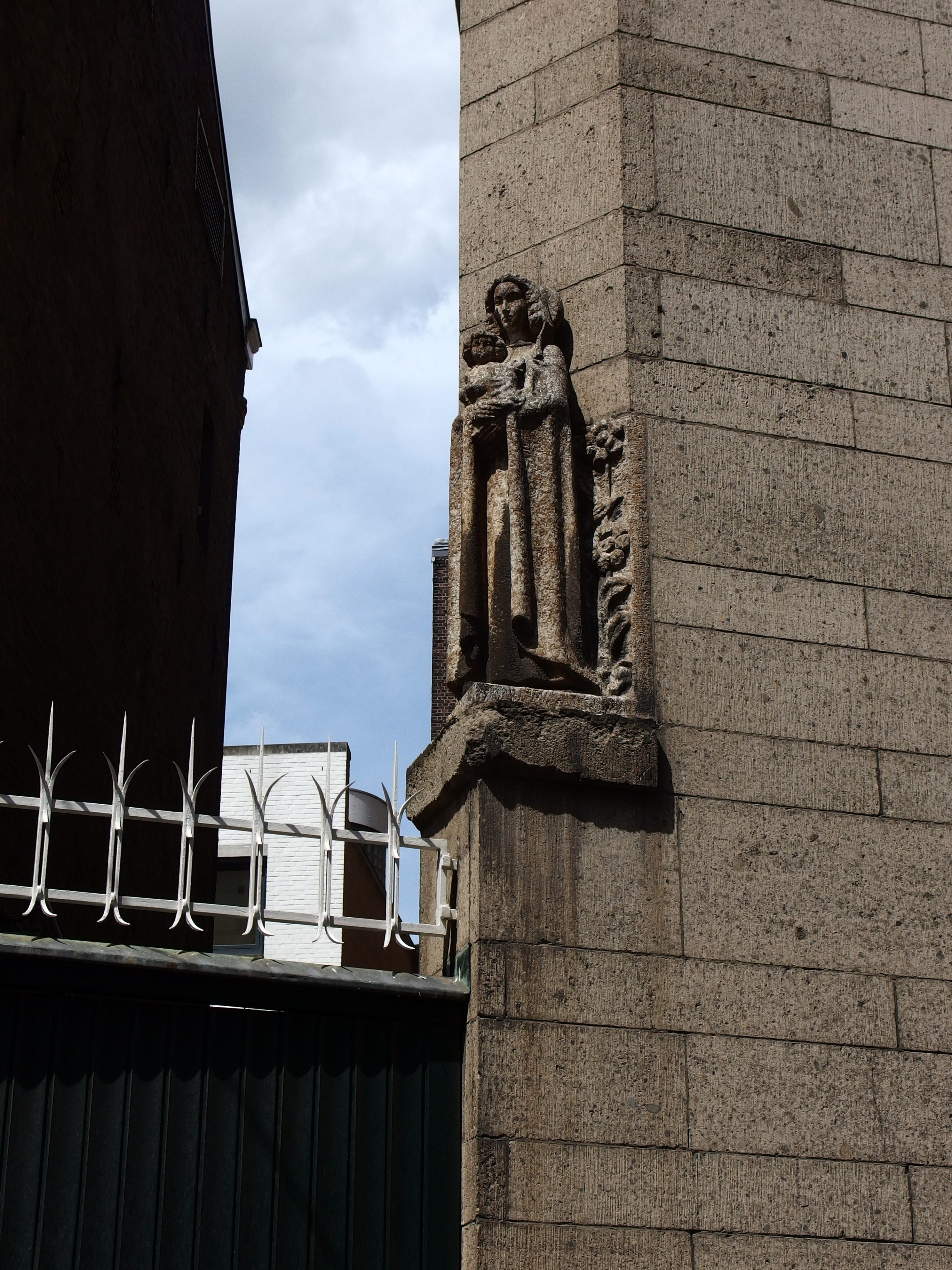
Grote Gracht 76a, hoekdetail
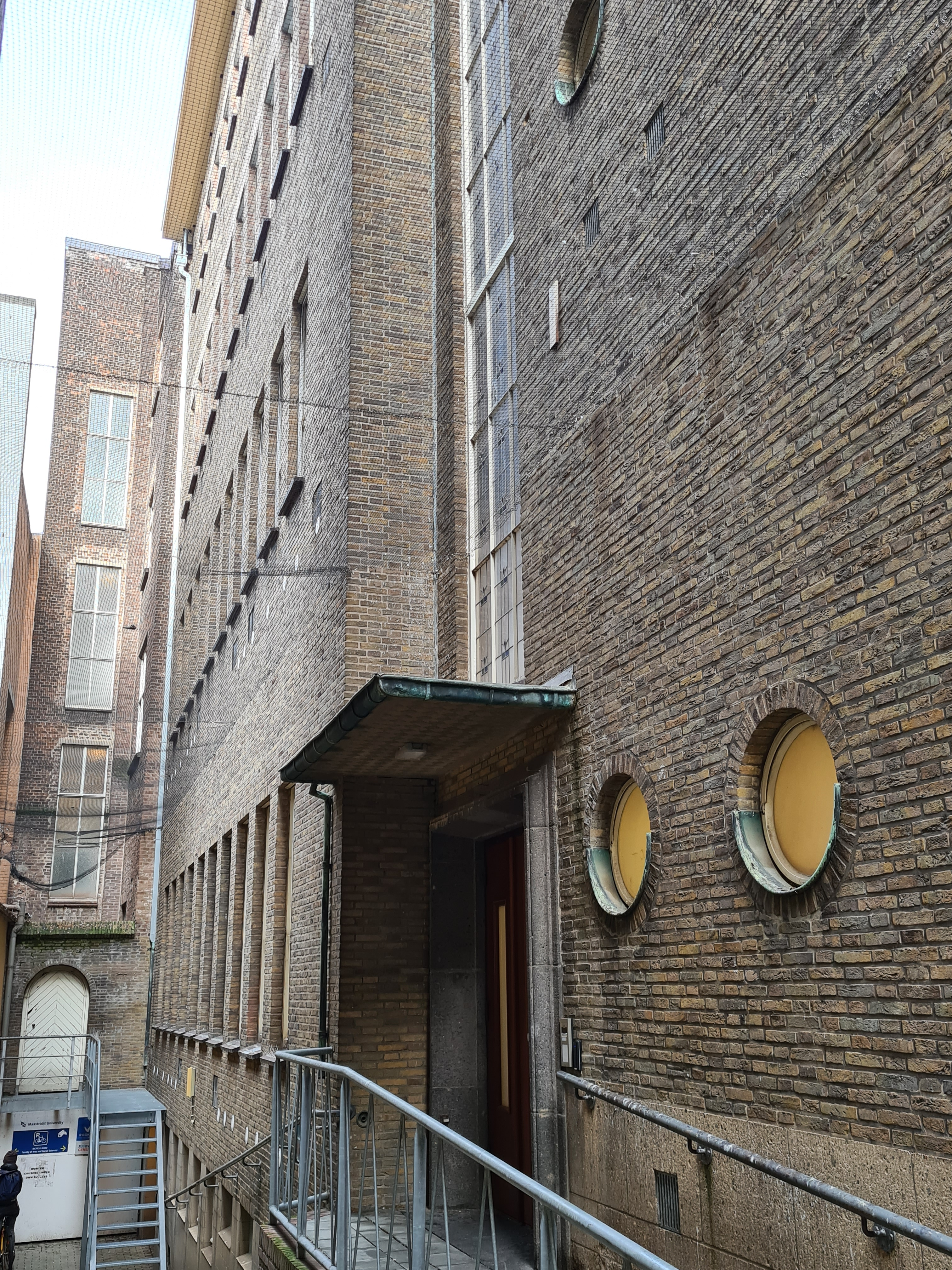
Grote Gracht 76a, zijgevel

## Bekende leerlingen
- Madeleen Leyten-de Wijkerslooth de Weerdesteyn (1935-2016), KVP/CDA-politica (Ursulinenlyceum)
- Jos Hessels (geb. 1965), CDA-politicus
- Pauline van de Ven (geb. 1956), Nederlands schrijfster en beeldend kunstenaar
- Eric Wetzels (geb. 1959), VVD-partijbestuurder